# Municipio de Marquette (condado de Mackinac)
El municipio de Marquette (en inglés: Marquette Township) es un municipio ubicado en el condado de Mackinac en el estado estadounidense de Míchigan. En el año 2010 tenía una población de 603 habitantes y una densidad poblacional de 1,71 personas por km².

## Geografía
El municipio de Marquette se encuentra ubicado en las coordenadas 46°4′34″N 84°33′56″O / 46.07611, -84.56556. Según la Oficina del Censo de los Estados Unidos, el municipio tiene una superficie total de 352.68 km², de la cual 251,37 km² corresponden a tierra firme y (28,73 %) 101,31 km² es agua.

## Demografía
Según el censo de 2010, había 603 personas residiendo en el municipio de Marquette. La densidad de población era de 1,71 hab./km². De los 603 habitantes, el municipio de Marquette estaba compuesto por el 83,25 % blancos, el 12,11 % eran amerindios, el 0,33 % eran asiáticos y el 4,31 % eran de una mezcla de razas. Del total de la población el 2,32 % eran hispanos o latinos de cualquier raza.